# 梅拉马尔
梅拉马尔（法語：Mélamare，法語發音：[melamaʁ]）是法国滨海塞纳省的一个市镇，属于勒阿弗尔区。

## 地理
梅拉马尔（49°32'15"N, 0°27'2"E）面积6.35 平方千米，位于法国诺曼底大区滨海塞纳省，该省份为法国北部沿海省份，其西部及北部濒大西洋英吉利海峡，东起顺时针与索姆省、瓦兹省、厄尔省和卡爾瓦多斯省接壤。
与梅拉马尔接壤的市镇（或旧市镇、城区）包括：拉塞尔朗格、拉勒米埃、圣安托万拉福雷、圣厄斯塔什拉福雷、圣尼古拉德拉塔耶、三石村。

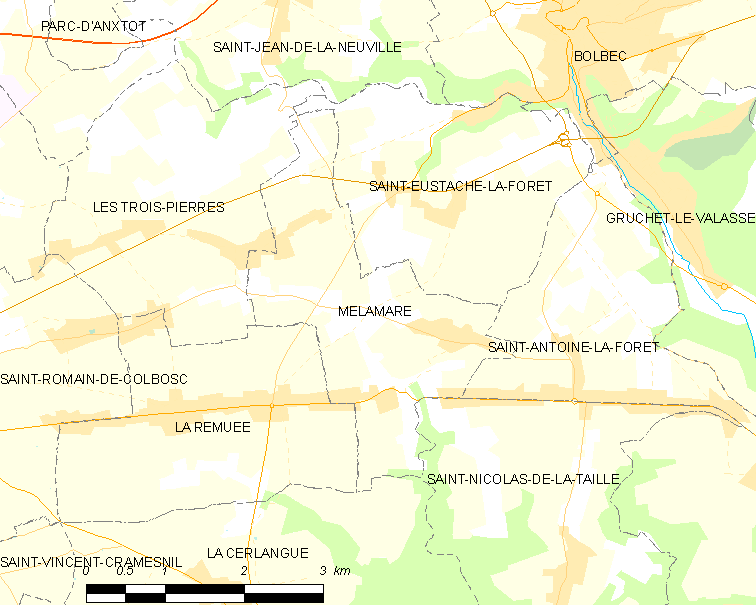
梅拉马尔的OSM定位图

梅拉马尔的时区为UTC+01:00、UTC+02:00（夏令时）。

## 行政
梅拉马尔的邮政编码为76170，INSEE市镇编码为76421。

## 政治
梅拉马尔所属的省级选区为博尔贝克县。

## 人口

1962-2008年间梅拉马尔人口变化图示

梅拉马尔于2022年1月1日时的人口数量为932人。